# Acnistus arborescens
Acnistus es un género monotípico de plantas en la familia de las Solanáceas que se distibuyen por los neotrópicos. El género comprende 57 especies descritas y de estas solo aceptada una única especie: Acnistus arborescens. En Costa Rica suele llamársele güitite.

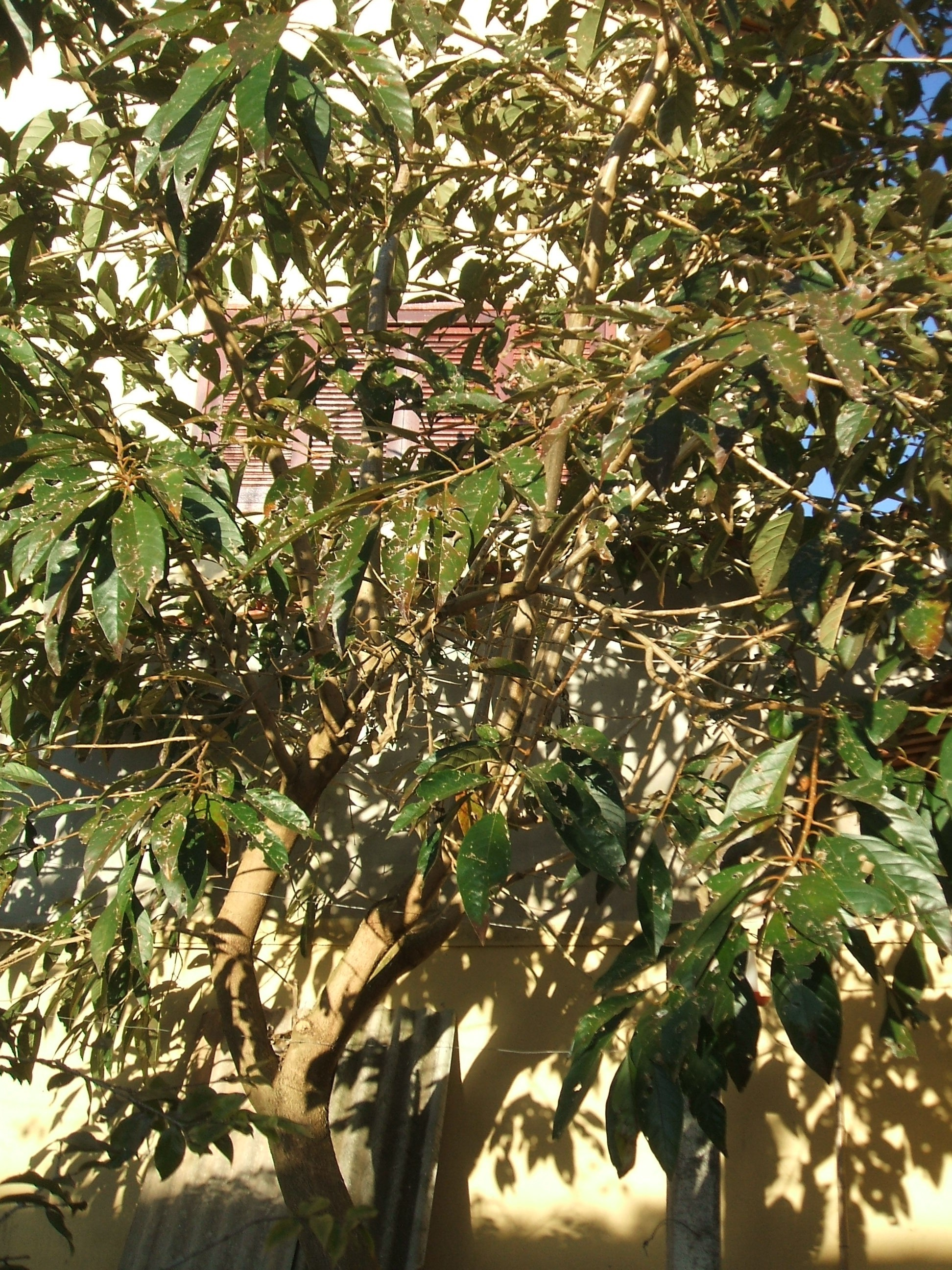
Vista de la planta

## Descripción
Son arbustos o árboles pequeños, de hasta 8 m de alto, inermes, corteza suberosa, pubescencia de tricomas simples. Hojas solitarias, simples, elípticas a lanceoladas, 7–20 cm de largo y 3–8 cm de ancho, ápice agudo, base cuneada o atenuada, enteras, haz glabra, envés escasamente tomentoso con tricomas simples y ramificados; pecíolos 2–4 cm de largo. Inflorescencias numerosas de fascículos agregados a lo largo de 5–25 cm del tallo leñoso, con muchas flores en brotes cortos de 1–5 mm de largo (braquiblastos), pedicelos 1.5–3 cm de largo, delgados, glabros, flores fragantes, actinomorfas, 5-meras; cáliz campanulado o cupuliforme, 2–4 mm de largo, truncado en la yema, glabro, papiráceo, rápidamente separándose en lobos ligeramente desiguales y redondeados en 1/4–1/3 de su longitud; corola tubular-campanulada, 8–12 mm de largo, blanca, lobada menos de la 1/2 de su longitud, lobos valvados, redondeados, finamente pubescentes por fuera, amarillentos por dentro, el tubo glabro; filamentos insertados justo por abajo de la parte media del tubo de la corola, glabros, anteras oblongas, 3–4 mm de largo, puntiagudas, basalmente dorsifijas, largamente exertas, con dehiscencia longitudinal; ovario basalmente hundido en un disco nectarífero, glabro, estigma 2-lobado, exerto, glabro. Fruto una baya, 5–6 mm de largo, jugosa, anaranjada o amarilla, pericarpo con células escleróticas (esclerócitos); semillas numerosas, discoides, 1.5–2 mm de ancho, con el embrión enrollado.

## Distribución y hábitat
Especie común, se encuentra en bosques alterados secos a húmedos, zonas pacífica y norcentral; a una altitud de 500–1400 metros; fl y fr todo el año; desde el sur de México al norte de Sudamérica, más abundante hacia el sur de Nicaragua.

## Fitoquímica
Acnistus produce withanólidos típicos de las solanáceas, sobre todos los que son tipo with-24-enólido, witha-2,24-dienólido y witha-2,5,24-trienólido.
|             |             |                 |
| Acnistina A | Acnistina E | Withafisalina U |

## Usos
Los frutos se consumen en algunos países.
El árbol y su corteza son usados en Costa Rica como soporte de orquídeas.

## Taxonomía
Acnistus arborescens fue descrita por (L.) Schltdl. y publicado en Linnaea 7: 67–68. 1832.
Sinonimia
| - Acnistus aggregatus (Ruiz & Pav.) Miers - Acnistus benthamii Miers - Acnistus campanulatus (Lam.) Merr. - Acnistus cauliflorus Schott - Acnistus cerasus Hieron. ex Seckt - Acnistus floccosus Werderm. - Acnistus floribundus (Kunth) G.Don - Acnistus geminifolius Dammer - Acnistus grandiflorus Miers - Acnistus guayaquilensis (Kunth) G.Don - Acnistus lehmannii Dammer - Acnistus macrophyllus (Benth.) Standl. - Acnistus miersii Dunal - Acnistus plumieri Miers - Acnistus pringlei Fernald - Acnistus punctatus Ridl. - Acnistus ramiflorus Miers - Acnistus sideroxyloides (Willd. ex Roem. & Schult.) G.Don - Acnistus virgatus Griseb. - Atropa arborea Willd. ex Dunal - Atropa arborescens L. - Atropa arborescens Roem. & Schult. - Atropa sideroxyloides Willd. ex Roem. & Schult. - Atropa solanacea All. ex Steud. - Brachistus oblongifolius Miers | - Brachistus physocalycius D.A.Sm. - Brachistus riparius (Kunth) Miers - Capsicum oblongifolium (Miers) Kuntze - Cestrum campanulatum Lam. - Cestrum cauliflorum Jacq. - Cestrum cauliflorum Sieber ex Bercht. & C.Presl - Cestrum kohauti Bercht. & J.Presl - Cestrum macrostemon Sessé & Moç. - Dunalia arborescens (L.) Sleumer - Dunalia arborescens var. campanulata (Lam.) J.F.Macbr. - Dunalia campanulata (Lam.) J.F.Macbr. - Dunalia macrophylla (Benth.) Sleumer - Ephaiola odorata Raf. - Eplateia arborescens (L.) Raf. - Fregirardia riparia (Kunth) Dunal - Lycium aggregatum Ruiz & Pav. - Lycium arborescens (L.) Spreng. - Lycium grandifolium Willd. ex Roem. & Schult. - Lycium guayaquilense Kunth - Lycium macrophyllum Benth. - Lycium ovale Roem. & Schult. - Pederlea aggregata (Ruiz & Pav.) Raf. - Pederlea arborescens (L.) Raf. - Pederlea cestroides Raf. |